# Nanophyetiose

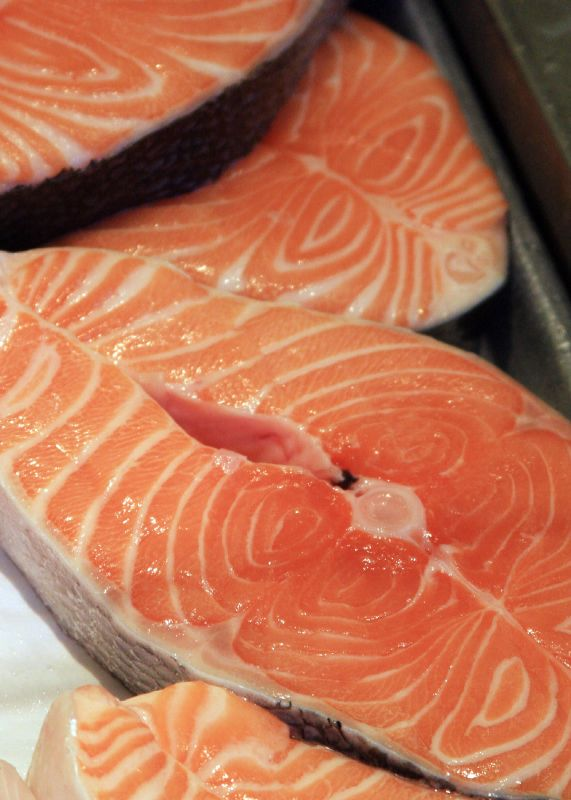
Die Infektion erfolgt durch Verfütterung von rohem Lachs, welches Larven des Saugwurms Nanophyetus salmincola enthält.

Die Nanophyetiose ist eine bakterielle Infektionskrankheit der Hunde, die durch das Bakterium Neorickettsia helminthoeca ausgelöst wird. Sie kommt an der Pazifikküste im Nordwesten der Vereinigten Staaten und im Osten Russlands vor, dem Verbreitungsgebiet des Saugwurms Nanophyetus salmincola. Menschen können zwar ebenfalls von diesem Saugwurm befallen werden, weder er noch Neorickettsia helminthoeca lösen aber eine Erkrankung aus.
Hunde infizieren sich durch die Aufnahme von metazerkarienhaltigem Fischfleisch, meistens durch Lachsfische. Daher wird die Erkrankung fälschlicherweise auch als „Lachsvergiftung“ (englisch salmon poisoning) bezeichnet. Im Darm ruft der sehr kleine Saugwurm selbst meist keine Schäden hervor. Er setzt hier allerdings das endosymbiotische Bakterium Neorickettsia helminthoeca frei. Dieses dringt in die Blutbahn und in die Lymphknoten ein. Die Bakterien vermehren sich in den Monozyten. Nach ein bis zwei Wochen entwickeln die Hunde hohes Fieber, sind abgeschlagen und appetitlos, haben geschwollene Lymphknoten und häufig eine blutige Magen-Darm-Entzündung (hämorrhagische Gastroenteritis). Die Mortalität beträgt unbehandelt bis zu 90 %. Nach überstandener Erkrankung scheint es eine Immunität zu geben.
Zur Diagnostik werden Blutausstriche oder Lymphknotenaspirate gefärbt und mikroskopisch untersucht. Hierbei lassen sich in den Monozyten die Erreger in Vakuolen im Zytoplasma nachweisen. Auch ein molekularbiologischer Nachweis der Erreger-DNA ist möglich. Eine Bakterienkultur ist schwierig und zeitaufwändig. Zur Behandlung werden Antibiotika wie Tetracycline, Chloramphenicol oder Sulfonamide eingesetzt. Zudem sind unterstützende Maßnahmen erforderlich. Zur Prophylaxe sollte auf das Verfüttern zumindest von rohem Fisch verzichtet werden. Kochen oder Einfrieren über 24 Stunden töten den Erreger ab.